# Cyathea ledermannii
Cyathea ledermannii är en ormbunkeart som beskrevs av Guido Georg Wilhelm Brause. Cyathea ledermannii ingår i släktet Cyathea och familjen Cyatheaceae. Utöver nominatformen finns också underarten C. l. quadripinnata.